# Austrocarabodes crenellatus
Austrocarabodes crenellatus är en kvalsterart som beskrevs av Sandór Mahunka 1983. Austrocarabodes crenellatus ingår i släktet Austrocarabodes och familjen Carabodidae. Inga underarter finns listade.